# Червоногуз ефіопський
Червоногу́з ефіопський (Cryptospiza salvadorii) — вид горобцеподібних птахів родини астрильдових (Estrildidae). Мешкає в Східній і Центральній Африці. Вид названий на честь італійського орнітолога Томмазо Сальвадорі.

## Опис
Довжина птаха становить 10-12 см, вага 10,9-14 г. У самців голова і верхня частина спини сірувато-оливкові, решта верхньої частини тіла темно-кармінова. Хвіст короткий, оруглий, чорний. Від дзьоба до очей ідуть темні смуги. Підборіддя і горло світлі, тьмяно-жовті або блідо-оливкові, в залежності від підвиду. Решта нижньої частини тіла сірувато-оливкова, боки місцями поцятковані карміновими плямками. Аокривні пера крил мають кармінові краї, пера на нижній стороні крил мають широкі кармінові краї на зовншініх опахалах. Очі темно-карі, навколо очей червоні кільця. Дзьоб конічної форми, міцний, чорний, лапи темно-коричневі. Самиці мають подібне забарвлення, однак дещо більш тьмяне, верхня частина тіла у них тьмяно-червона, а нижня частина тіла блідо-оливкова. У молодих птахів верхня частина тіла більш коричнева, місцями поцяткована червоними плямами.

## Підвиди
Виділяють три підвиди:
- C. s. salvadorii Reichenow, 1892 — Ефіопія і північна Кенія;
- C. s. ruwenzori Sclater, WL, 1925 — північний схід ДР Конго і південний захід Уганди (гори Рувензорі), захід Руанди і Бурунді;
- C. s. kilimensis Moreau & Sclater, WL, 1934 — південь Південного Судану, схід Уганди, Кенія і північ Танзанії.

## Поширення і екологія
Ефіопські червоногузи мешкають в Ефіопії, Південному Судані, Уганді, Руанді, Бурунді, Демократичній Республіці Конго, Кенії і Танзанії. Вони живуть у вологих гірських тропічних лісах з густим підліском, на узліссях і в заростях на берегах струмків і річок. Зустрічаються поодинці, парами або невеликими зграйками до 6 птахів, на висоті від 1500 до 3000 м над рівнем моря. В Кенії спостерігалися зграйки до 50 птахів.
Ефіопські червоногузи живляться дрібним насінням трав, зокрема насінням мишія і розрив-трави. Віддають перевагу незрілому насінню, а також доповнюють свій раціон ягодами, плодами, квітками і дрібними безхребетними. Як і інші червоногузи, ефіопські червоногузи є дуже полохливими птахами, які при найменшому натяку на небезпеку ховаються в заростях. 
Гніздування у ефіопським червоногузів відбувається одразу після завершення сезону дощів. Гніздо кулеподібне з трубкоподібним бічним входом довжиною кілька сантиметрів, робиться парою птахів з переплетених стебел трави і рослинних волокон, встелюється пір'ям і пухом, розміщується на висоті 2-4 м над землею. В кладці від 2 до 5 яєць. Інкубаційний період триває приблизно 2 тижні, пташенята покидають гніздо через 3 тижні після вилуплення. Насиджують і доглядають за пташенятами і самці, і самці. Пташенята стають повністю самостійними через 1,5 місяці після вилуплення.